# BIOGRAFIA MORAIS JÚNIOR
Morais Júnior